# إيزيكييل ندواسل
إيزيكال ندوسال (بالفرنسية: Ezechiel N'Douassel)‏ ، من مواليد 24 أفريل 1988 ، لاعب كرة قدم تشادي.
لعب مع نادي اتحاد البليدة ثم انتقل في 2011 إلى النادي الإفريقي.
إنتقل في صيف 2015 إلى النادي الصفاقسي التونسي

## روابط خارجية
- إيزيكييل ندواسل على موقع الاتحاد الدولي (مؤرشف)  (الإنجليزية)
- إيزيكييل ندواسل على موقع اتحاد تركيا (لاعب) (الإنجليزية)
- إيزيكييل ندواسل على موقع قاعدة بيانات كرة القدم.إي يو (الإنجليزية)
- إيزيكييل ندواسل على موقع ناشيونال فوتبول تيمز (الإنجليزية)
- إيزيكييل ندواسل على موقع Soccerway.com (الإنجليزية)
- إيزيكييل ندواسل على موقع عالم كرة القدم.نت (الإنجليزية)
- إيزيكييل ندواسل على موقع كووورة